# Franz Joseph Gläser
Franz Joseph Gläser  (1798. – 1861.) je bio austrijski skladatelj češkog podrijetla.
Za hrvatsku je glazbenu povijest značajan kao skladatelj melodrame petočinke Zriny. Napisao ju je na libreto kojeg je napisao Richard Genée, koji je svoje djelo sastavio prema uradku njemačkog pisca Theodora Körnera.
Praizvedba melodrame je bilo 1836. godine.